# Sunny Mabrey
Sunny Mabrey (nascida em 28 de novembro de 1975) é uma modelo e atriz americana que apareceu em vídeos de música como "Nookie" do Limp Bizkit, antes de estrear no cinema. Ela apareceu em The New Guy, XXX: State of the Union e foi a atriz principal de Species III. Ela apareceu em Desperate Housewives como Karl Mayer e como Shelly na estréia da 3ª temporada de Mad Men. Mabrey casou com o ator Ethan Embry em 2005 ela pediu o divórcio em 25 de julho de 2012 alegando diferenças irreconciliáveis.
Mabrey é de Gadsden do Alabama. Ela começou sua carreira na frente das câmeras como modelo com 18 anos de idade. Ela já se apresentou em comerciais para The Gap.

## Filmografia
| Ano  | Nome                     | Personagens              | Notas          |
| ---- | ------------------------ | ------------------------ | -------------- |
| 2002 | The New Guy              | Courtney                 |                |
| 2002 | A Midsummer Night's Rave | Mia                      |                |
| 2004 | Species III              | Sara                     | Video          |
| 2005 | XXX: State of the Union  | Charlie Mayweather       |                |
| 2005 | One Last Thing...        | Nikki Sinclaire          |                |
| 2006 | Snakes on a Plane        | Tiffany                  |                |
| 2008 | San Saba                 | Claire                   |                |
| 2008 | Redirecting Eddie        | Oliver's Boardwalk Woman |                |
| 2009 | Pet Peeves               | Sherry                   | Curta-metragem |
| 2009 | Not Since You            | Victoria Gary            |                |
| 2010 | Repo                     | Jackie                   |                |
| 2012 | The Child                | Carina Freitag           |                |
| 2013 | Teacher of the Year      | Kate Carter              |                |

| Ano  | Nome                 | Personagens                 | Notas       |
| ---- | -------------------- | --------------------------- | ----------- |
| 1998 | LateLine             | Inga                        | 1 episódio  |
| 2002 | Angel                | Allison                     | 1 episódio  |
| 2003 | CSI: Miami           | Celine Wilcox               | 1 episódio  |
| 2005 | House MD             | Jenny                       | 1 episódio  |
| 2006 | Windfall             | Jill                        | 1 episódio  |
| 2007 | Final Approach       | Sela Jameson                | Filme de TV |
| 2007 | Without a Trace      | Keira Jennings              | 1 episódio  |
| 2008 | Monk                 | Sister Sally                | 1 episódio  |
| 2008 | Desperate Housewives | Marisa Mayer                | 1 episódio  |
| 2009 | Rules of Engagement  | Erika                       | 1 episódio  |
| 2009 | Mad Men              | Shelly                      | 1 episódio  |
| 2010 | Memphis Beat         | Alex                        | 3 episódios |
| 2012 | In Plain Sight       | Stacy Arnett / Stacy Wilson | 1 episódio  |
| 2012 | The Closer           | Audrey Rangel               | 1 episódio  |
| 2012 | Vegas                | Jodie Kent                  | 1 episódio  |
| 2014 | Once Upon a Time     | Glinda, a Bruxa Boa         | 2 episódios |

## Ligações Externas
- Sunny Mabrey. no IMDb.